# Marie-Madeleine Dienesch

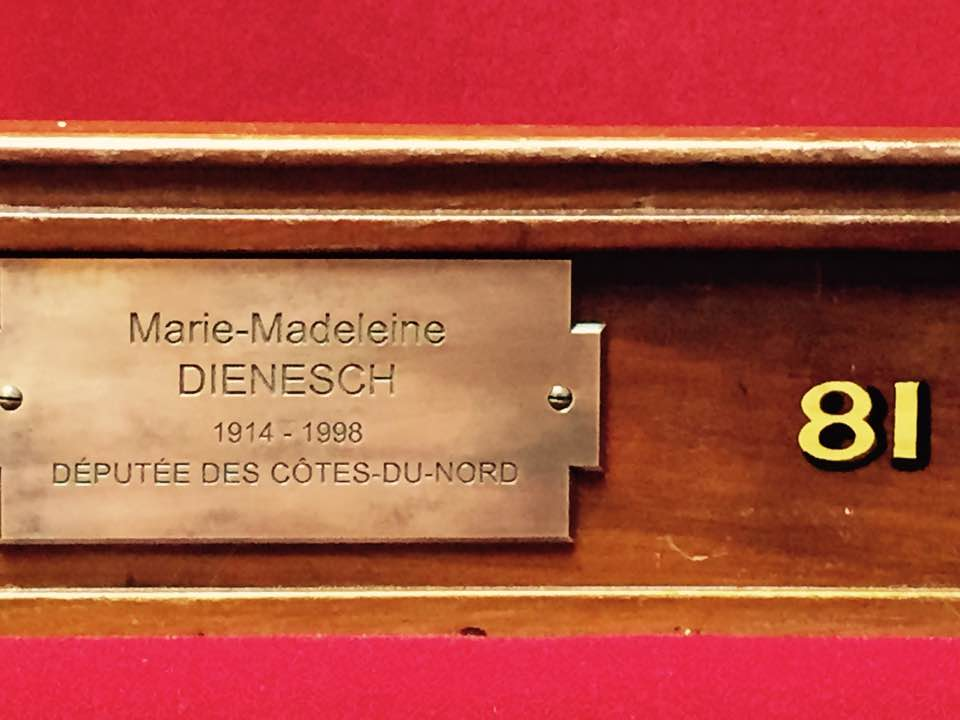
Marie-Madeleine Dienesch, Plakette in der französischen Nationalversammlung

Madeleine Marie Claire Agnès Monique Dienesch genannt Marie-Madeleine Dienesch (* 3. April 1914 in Kairo, Ägypten; † 8. Januar 1998 in Paris) war eine französische Politikerin des Mouvement républicain populaire (MRP), der Union des démocrates pour la République (UDR) sowie zuletzt des Rassemblement pour la République (RPR), die Mitglied der Nationalversammlung, Staatssekretärin in mehreren Regierungen der Fünften Republik, zwischen 1975 und 1978 Botschafterin in Luxemburg sowie von 1979 bis 1980 Mitglied des Europäischen Parlaments war.

## Leben
Marie-Madeleine Dienesch, Tochter eines Rechtsberaters, absolvierte ihre schulische Ausbildung am katholischen Collège Sainte-Marie in Neuilly-sur-Seine und begann danach ein Studium an der Universität von Paris, das sie mit einer Licence und einem diplôme d’études supérieures in Griechisch abschloss. Nach Bestehen der Agrégation (Staatsprüfung für das höhere Lehramt) im Fach Lettres classiques (klassische Sprachen und Literaturen) unterrichtete sie von 1939 bis 1945 an Collèges in Saint-Brieuc und Lisieux. 
Sie wurde als Kandidatin des Mouvement républicain populaire (MRP) am 21. Oktober 1945 zum Mitglied der verfassunggebenden Nationalversammlung gewählt, wo sie das bretonische Département Côtes-du-Nord vertrat. Als Abgeordnete desselben Départements gehörte sie nach Inkrafttreten der Verfassung der Vierten Republik 1946 und auch nach Gründung der Fünften Republik 1958 bis zum 12. August 1968 – während neun aufeinanderfolgender Legislaturperioden – der Nationalversammlung an. Sie war von Juli 1951 bis Dezember 1955 stellvertretende Vorsitzende des Bildungsausschusses (Commission de l’éducation nationale) und zwischen Dezember 1958 und Oktober 1962 Vizepräsidentin der Nationalversammlung. Im April 1966 wurde sie stellvertretende Vorsitzende sowie im April 1967 Vorsitzende des Ausschusses für Kultur, Familien und Soziales (Commission des affaires culturelles, familiales et sociales). Obwohl sie bis 1967 der christdemokratischen MRP bzw. der daraus hervorgegangenen Fraktion Centre démocrate angehörte, unterstützte Dienesch bei der Präsidentschaftswahl 1965 nicht den Kandidaten ihrer eigenen Partei, Jean Lecanuet, sondern den Amtsinhaber Charles de Gaulle. Zur Parlamentswahl 1967 kandidierte sie dann auch für die gaullistische Union des démocrates pour la Ve République (UD-Ve), deren Fraktion sie sich anschloss und deren Parteimitglied sie im Jahr darauf wurde. Die UD-Ve nahm 1968 den Namen Union des démocrates pour la République (UDR) an.
Bei der Kabinettsumbildung während der Unruhen im Mai 1968 übernahm Dienesch am 31. Mai 1968 ihr erstes Regierungsamt, und zwar als Staatssekretärin im Ministerium für nationale Bildung (Secrétaire d’État à l’Éducation nationale) im vierten Kabinett Pompidou. Dieses hatte sie nur sechs Wochen bis zum 10. Juli 1968 inne. Im darauf folgenden Kabinett Couve de Murville fungierte sie zwischen dem 12. Juli 1968 und dem 20. Juni 1969 als Staatssekretärin im Sozialministerium (Secrétaire d’État aux affaires sociales). Danach war sie vom 22. Juni 1969 bis zum 5. Juli 1972 Staatssekretärin im Ministerium für öffentliche Gesundheit und soziale Sicherheit (Secrétaire d’État auprès du Ministre de la santé publique et de la sécurité sociale) im Kabinett Chaban-Delmas. Im ersten Kabinett Messmer bekleidete sie zwischen dem 6. Juli 1972 und dem 28. März 1973 die Funktion als Staatssekretärin im Ministerium für öffentliche Gesundheit mit der Verantwortung für soziale Aktionen und Neuanpassungen (Secrétaire d’État auprès du Ministre de la santé publique, chargée de l’action sociale et de la réadaptation).
Am 4. März 1973 wurde Marie-Madeleine Dienesch für die UDR zunächst wieder zum Mitglied der Nationalversammlung gewählt, legte dieses Amt aber am 12. Mai 1973 nieder. Zuvor war sie am 12. April 1973 im zweiten Kabinett Messmer wieder zur Staatssekretärin im Ministerium für öffentliche Gesundheit und soziale Sicherheit berufen worden und bekleidete dieses Amt bis zum 28. Mai 1974 auch im dritten Kabinett Messmer.
Im Oktober 1975 löste sie Robert Luc als Botschafter in Luxemburg ab und übte diese Funktion bis zu ihrer Ablösung durch Camille d’Ornano im Mai 1978 aus. Daneben war sie von 1976 bis 1982 Mitglied des Generalrates des Département Côtes-du-Nord und vertrat in diesem den Kanton Plouguenast.
Dienesch wurde am 19. März 1978 für das aus der UDR hervorgegangene Rassemblement pour la République (RPR) wieder zum Mitglied der Nationalversammlung gewählt und gehörte dieser nunmehr bis zum 22. Mai 1981 an. Bei der Europawahl am 10. Juni 1979 wurde sie zudem zum Mitglied des Europäischen Parlaments gewählt und gehörte diesem vom 17. Juli 1979 bis zum 30. September 1980 an. Sie schloss sich, wie alle RPR-Europaabgeordneten, der Fraktion der Europäischen Demokraten für den Fortschritt an und war Mitglied im Ausschuss für Außenwirtschaftsbeziehungen.